# Monterde (kommun)
Monterde är en kommun i Spanien.   Den ligger i provinsen Provincia de Zaragoza och regionen Aragonien, i den centrala delen av landet, 180 km nordost om huvudstaden Madrid. Antalet invånare är 169. Arean är 56 kvadratkilometer. Monterde gränsar till Abanto.
Terrängen i Monterde är kuperad åt nordost, men åt sydväst är den platt.